# Peach Of Time
《Peach Of Time》，為WeTV於2021年8月30日起播出的愛情電視劇，由《天使的選擇》、《火花裡》的鄭義順導演與楊珠賢編劇合作打造。此劇講述兩個來自韓國及泰國的男生，超越陽間、陰間和國境，逐漸知道彼此的心意和死亡祕密的故事。

## 劇情簡介
22歲的泰國男孩Peach決定勇敢地飛往韓國，與他的在線韓國朋友尹伍見面。對於Peach來說，一切似乎都很完美，似乎終於實現了自己的夢想，能夠住在朋友尹伍的家，兩人終於可以在一起。然則，尹伍的媽媽卻以嚴肅謹慎的態度對著他，Peach很快就感受到她對兒子很嚴厲，意識到兩人的親子關係並不好。
Peach因此希望幫助尹伍，試圖修復他們緊張的母子關係，想讓尹伍開心。然則，Peach心裡出現一種詭異的感覺，似乎他愛上了尹伍。然則，有一天他得知尹伍在兩週前死於一場事故時，他的世界崩潰了。

## 演員陣容

### 主要人物
- 崔在炫 飾演 尹伍
- 甘·克里查納潘（Jimmy）飾演 Peach
- 司提崇·皮叻陂（Tommy）飾演 Mario

### 其他人物
- 尹熙錫
- 鄭愛妍
- 安多菲
- 金惠娜
- 金賢珍 飾演 學生
- 李成鎮 飾演 學生
- 朴賢基 飾演 學生
- 金仁哲

在德沼站出現的男人。

## 外部連結
- 製作公司官方網站
- Peach Of Time的X（前Twitter）
- 豆瓣电影上《Peach Of Time》的資料 （简体中文）
- 《Peach Of Time》于MyDramaList上的剧集介绍 （页面存档备份，存于）